# Nati nel 1971/Settembre
| Questa pagina contiene informazioni ricavate automaticamente dalle voci biografiche con l'ausilio del template Bio e di un bot. L'aggiornamento è periodico e automatico e ricostruisce completamente la pagina. Se manca una persona in questa lista, sei pregato di non aggiungerla, ma accertati piuttosto che la sua voce biografica contenga il template Bio e che i dati anagrafici siano correttamente compilati. Se il template Bio manca, inseriscilo tu stesso o, in alternativa, metti l'avviso {{tmp\|Bio}} che ne segnala la mancanza. Se i dati riportati sono sbagliati, correggi direttamente la voce biografica; le modifiche saranno visibili in questa lista entro pochi giorni. Per chiarimenti vedi il progetto biografie. La lista contiene solo le 377 persone che sono citate nell'enciclopedia e per le quali è stato implementato correttamente il template Bio. Pagina aggiornata al 18 ago 2025. |

- 1º settembre - Mohammed Al-Khilaiwi, calciatore saudita († 2013)
- 1º settembre - Ricardo Chavira, attore statunitense
- 1º settembre - Debbie Chazen, attrice inglese
- 1º settembre - Deuce, ex wrestler statunitense
- 1º settembre - Joe Enochs, allenatore di calcio e ex calciatore statunitense
- 1º settembre - Goran Generalić, pittore croato
- 1º settembre - Daniel Hannan, politico, giornalista e scrittore britannico
- 1º settembre - Natal'ja Ivanova, ex taekwondoka russa
- 1º settembre - Joe Kelly, fumettista, scrittore e produttore televisivo statunitense
- 1º settembre - Lââm, cantante e attrice francese
- 1º settembre - Rachel Zoe, stilista statunitense
- 1º settembre - Keith Rowland, calciatore nordirlandese
- 1º settembre - Munehisa Sakai, regista giapponese
- 1º settembre - Helena af Sandeberg, attrice svedese
- 1º settembre - Courtney Solomon, regista e produttore cinematografico canadese
- 1º settembre - Maury Sterling, attore statunitense
- 1º settembre - Hakan Şükür, politico e ex calciatore turco
- 1º settembre - Francesco Vezzoli, artista italiano
- 1º settembre - Juan Carlos Vicario, ciclista su strada spagnolo († 2012)
- 1º settembre - Domenico Vicini, tennista sammarinese
- 1º settembre - Byron Wilson, ex cestista statunitense
- 1º settembre - Dave Wittenberg, doppiatore sudafricano
- 2 settembre - Kjetil André Aamodt, ex sciatore alpino norvegese
- 2 settembre - Matthieu Delaporte, sceneggiatore, drammaturgo e regista francese
- 2 settembre - Julia Haacke, attrice e doppiatrice tedesca
- 2 settembre - Fariborz Kamkari, regista e sceneggiatore iraniano
- 2 settembre - Rodwell Kamwendo, ex mezzofondista e maratoneta malawiano
- 2 settembre - Andreja Koblar, ex biatleta slovena
- 2 settembre - Kazuhiro Kubo, pilota motociclistico giapponese
- 2 settembre - Tommy Maddox, ex giocatore di football americano statunitense
- 2 settembre - Juanita Rivera, ex cestista portoricana
- 2 settembre - Riccardo Salerno, attore e conduttore televisivo italiano
- 2 settembre - César Sánchez, dirigente sportivo e ex calciatore spagnolo
- 2 settembre - Tom Steels, dirigente sportivo e ex ciclista su strada belga
- 2 settembre - Katt Williams, attore, rapper e comico statunitense
- 3 settembre - Fabio Massimo Boniardi, politico italiano
- 3 settembre - Drena De Niro, attrice, disc jockey e ex modella statunitense
- 3 settembre - Kiran Desai, scrittrice indiana
- 3 settembre - Émerson de Souza Ferreti, ex calciatore brasiliano
- 3 settembre - Peter Fox, cantante e musicista tedesco
- 3 settembre - Jens Kristian Hansen, ex calciatore faroese
- 3 settembre - Alex Heffes, compositore inglese
- 3 settembre - Luciano Huck, conduttore televisivo, giornalista e imprenditore brasiliano
- 3 settembre - Pablo Martínez Martínez, ex cestista spagnolo
- 3 settembre - Paolo Montero, allenatore di calcio e ex calciatore uruguaiano
- 3 settembre - Yuval Segal, attore israeliano
- 3 settembre - Patricio Simoni, ex cestista argentino
- 3 settembre - Ed Stokes, ex cestista statunitense
- 3 settembre - Esteban Torre, ex calciatore e allenatore di calcio spagnolo
- 3 settembre - Mike Wengren, batterista statunitense
- 4 settembre - Wayne Burnett, allenatore di calcio e ex calciatore inglese
- 4 settembre - Rossella Carrara, ex giocatrice di curling italiana
- 4 settembre - Sharlene Cartwright-Robinson, politica e avvocata britannica
- 4 settembre - Paolo Conti, ex calciatore sammarinese
- 4 settembre - Bas van de Goor, ex pallavolista e allenatore di pallavolo olandese
- 4 settembre - Clas André Guttulsrød, ex calciatore norvegese
- 4 settembre - Mark Knowles, allenatore di tennis e ex tennista bahamense
- 4 settembre - Lilian Laslandes, allenatore di calcio e ex calciatore francese
- 4 settembre - Patrik Martinec, allenatore di hockey su ghiaccio, dirigente sportivo e ex hockeista su ghiaccio ceco
- 4 settembre - Matt Nix, produttore cinematografico, scrittore e regista statunitense
- 4 settembre - Jorge Racca, ex cestista argentino
- 4 settembre - Peggy Schwarz, ex pattinatrice artistica su ghiaccio tedesca
- 4 settembre - Maik Taylor, ex calciatore nordirlandese
- 4 settembre - John Thierry, giocatore di football americano statunitense († 2017)
- 4 settembre - Anita Yuen, attrice, modella e doppiatrice cinese
- 5 settembre - Orest Atamančuk, ex calciatore ucraino
- 5 settembre - François Chabaud, triatleta francese
- 5 settembre - Carlester Crumpler, ex giocatore di football americano statunitense
- 5 settembre - Will Hunt, batterista statunitense
- 5 settembre - Andoni Imaz, ex calciatore spagnolo
- 5 settembre - Marcella Mancini, maratoneta italiana
- 5 settembre - Kevin McAleenan, politico statunitense
- 5 settembre - Stalin Rivas, allenatore di calcio e ex calciatore venezuelano
- 6 settembre - Anthony Goldwire, ex cestista e allenatore di pallacanestro statunitense
- 6 settembre - Fred Kudjo Kuwornu, regista, produttore cinematografico e attivista italiano
- 6 settembre - Leila K, cantante e musicista svedese
- 6 settembre - Brian Lopes, mountain biker statunitense
- 6 settembre - Ada Lopreiato, politica italiana
- 6 settembre - Babak Movassaghi, ex giocatore di football americano tedesco
- 6 settembre - Dolores O'Riordan, cantautrice e musicista irlandese († 2018)
- 6 settembre - Yoriko Okamoto, ex taekwondoka giapponese
- 6 settembre - Martina Orzan, ex canottiera italiana
- 6 settembre - Pavel Patera, allenatore di hockey su ghiaccio e ex hockeista su ghiaccio ceco
- 6 settembre - Carter Smith, regista, sceneggiatore e fotografo statunitense
- 7 settembre - Simone Bianchi, ex calciatore sammarinese
- 7 settembre - James Cudjoe, artista ghanese
- 7 settembre - John Groce, allenatore di pallacanestro statunitense
- 7 settembre - Tonny Jensen, ex cestista australiano
- 7 settembre - Keri Kelli, chitarrista statunitense
- 7 settembre - Nugzar Lobzhanidze, ex calciatore georgiano
- 7 settembre - Shane Mosley, ex pugile statunitense
- 7 settembre - Tomomi Okazaki, ex pattinatrice di velocità su ghiaccio giapponese
- 7 settembre - Caroline Peters, attrice tedesca
- 7 settembre - Héctor Robles, ex calciatore cileno
- 7 settembre - Briana Scurry, ex calciatrice statunitense
- 7 settembre - Sonja Tate, ex cestista e allenatrice di pallacanestro statunitense
- 8 settembre - Diego Aramburo, regista teatrale, drammaturga e attrice teatrale boliviana
- 8 settembre - David Arquette, attore e wrestler statunitense
- 8 settembre - Roko Belic, regista cinematografico, produttore cinematografico e attore statunitense
- 8 settembre - Gillian van den Berg, pallanuotista olandese
- 8 settembre - Brooke Burke, attrice e personaggio televisivo statunitense
- 8 settembre - Željko Cicović, ex calciatore serbo
- 8 settembre - Federica De Paolis, scrittrice e dialoghista italiana
- 8 settembre - Martin Freeman, attore britannico
- 8 settembre - Steve Hayward, ex calciatore inglese
- 8 settembre - Jay Mehler, chitarrista e bassista statunitense
- 8 settembre - Lachlan Murdoch, imprenditore britannico
- 8 settembre - Dustin O'Halloran, musicista e compositore statunitense
- 8 settembre - Daniel Petrov, ex pugile bulgaro
- 8 settembre - Simone Pontello, ex cestista brasiliana
- 8 settembre - Giovanni Sirovich, maestro di scherma e ex schermidore italiano
- 8 settembre - Vico C, rapper e cantante statunitense
- 8 settembre - Jocko Willink, scrittore e ex ufficiale statunitense
- 9 settembre - Diego Cattani, ex pattinatore di short track italiano
- 9 settembre - Giovanni Colaone, cestista e hockeista su slittino italiano
- 9 settembre - Mirio Cosottini, trombettista, compositore e filosofo italiano
- 9 settembre - Kjersti Grini, ex pallamanista e allenatrice di pallamano norvegese
- 9 settembre - Glen Housman, ex nuotatore australiano
- 9 settembre - Shpëtim Kapidani, ex calciatore albanese
- 9 settembre - Mikel Lasa, ex calciatore spagnolo
- 9 settembre - Francis Llacer, ex calciatore francese
- 9 settembre - Antonio Prats Cervera, ex calciatore spagnolo
- 9 settembre - Simon Royce, allenatore di calcio e ex calciatore inglese
- 9 settembre - Blendi Sokoli, ex calciatore albanese
- 9 settembre - Pietro Spada, ex pallavolista italiano
- 9 settembre - Eric Stonestreet, attore statunitense
- 9 settembre - Henry Thomas, attore e musicista statunitense
- 9 settembre - Magali Messmer, triatleta svizzera
- 9 settembre - Dalibor Škorić, ex calciatore serbo
- 10 settembre - Umberto Ambrosoli, avvocato e saggista italiano
- 10 settembre - Viviana Beccalossi, politica italiana
- 10 settembre - Gaetano Cutrufo, imprenditore e dirigente sportivo italiano
- 10 settembre - Claudio Durigon, politico e sindacalista italiano
- 10 settembre - Gianluca Francesconi, ex calciatore italiano
- 10 settembre - David Humphreys, ex rugbista a 15, allenatore di rugby a 15 e avvocato britannico
- 10 settembre - Claudia Hürtgen, pilota automobilistica tedesca
- 10 settembre - Christian Lattanzio, allenatore di calcio italiano
- 10 settembre - Bratislav Mijalković, ex calciatore serbo
- 10 settembre - Jim Mortram, fotografo inglese
- 10 settembre - Carlo Silipo, ex pallanuotista e allenatore di pallanuoto italiano
- 10 settembre - Yerda Trinidad, ex cestista dominicana
- 10 settembre - Yun Young-sook, arciera sudcoreana
- 11 settembre - Theresa Andersson, cantante e cantautrice svedese
- 11 settembre - Richard Ashcroft, cantautore britannico
- 11 settembre - Antonio Capuano, politico italiano
- 11 settembre - Nicoleta Grasu, ex discobola rumena
- 11 settembre - Mari Lampinen, ex biatleta finlandese
- 11 settembre - Daisuke Moriyama, fumettista giapponese
- 11 settembre - Aldrin Muscat, ex calciatore maltese
- 11 settembre - Barbara Ricci, attrice italiana
- 11 settembre - Mack Strong, ex giocatore di football americano statunitense
- 11 settembre - David Van Reybrouck, scrittore, storico e archeologo belga
- 12 settembre - Ahn Jae-wook, cantante, compositore e attore sudcoreano
- 12 settembre - Dražen Bolić, allenatore di calcio e ex calciatore serbo
- 12 settembre - Oscar Camenzind, ex ciclista su strada svizzero
- 12 settembre - Terry Dehere, ex cestista statunitense
- 12 settembre - Younes El Aynaoui, ex tennista marocchino
- 12 settembre - Doug Goldstein, sceneggiatore, produttore televisivo e regista statunitense
- 12 settembre - Jesse Powell, cantautore statunitense († 2022)
- 12 settembre - Vasil Stojanov, ex cestista bulgaro
- 12 settembre - Chandra Sturrup, velocista bahamense
- 12 settembre - Fernando Sánchez Cipitria, allenatore di calcio e ex calciatore spagnolo
- 12 settembre - Carlos Yaqué, ex calciatore argentino
- 13 settembre - Bradley Allen, allenatore di calcio e ex calciatore inglese
- 13 settembre - Ezio Bosso, compositore, pianista e contrabbassista italiano († 2020)
- 13 settembre - Mladen Dabanovič, ex calciatore sloveno
- 13 settembre - Svetlana Gladyševa, dirigente sportiva e ex sciatrice alpina russa
- 13 settembre - Stefano Graziano, politico italiano
- 13 settembre - Goran Ivanišević, allenatore di tennis e ex tennista croato
- 13 settembre - Shawnae Jebbia, modella statunitense
- 13 settembre - Helgi Kolviðsson, allenatore di calcio e ex calciatore islandese
- 13 settembre - Stella McCartney, stilista inglese
- 13 settembre - Alexis Petridis, giornalista e critico musicale britannico
- 13 settembre - Stefano Razzetti, allenatore di calcio e ex calciatore italiano
- 13 settembre - Ann Elen Skjelbreid, ex biatleta norvegese
- 13 settembre - Alexandru Tudor, arbitro di calcio rumeno
- 14 settembre - Rachid Benmahmoud, allenatore di calcio e ex calciatore marocchino
- 14 settembre - Vladimír Chvátil, autore di giochi e autore di videogiochi ceco
- 14 settembre - Jenny Colgan, scrittrice britannica
- 14 settembre - Linval Dixon, ex calciatore giamaicano
- 14 settembre - Jonathan Haynes, ex cestista statunitense
- 14 settembre - Pat Healy, attore statunitense
- 14 settembre - Jeff Loomis, chitarrista statunitense
- 14 settembre - Andre Matos, cantante e pianista brasiliano († 2019)
- 14 settembre - Christopher McCulloch, fumettista, sceneggiatore e doppiatore statunitense
- 14 settembre - Bill Pilczuk, ex nuotatore statunitense
- 14 settembre - Amir Yusuf Pohan, ex calciatore indonesiano
- 14 settembre - Stefano Quaranta, politico italiano
- 14 settembre - Alphonse Tchami, ex calciatore camerunese
- 14 settembre - Kimberly Williams-Paisley, attrice statunitense
- 15 settembre - Josh Charles, attore statunitense
- 15 settembre - Ahmad Reza Jalali, medico e docente iraniano
- 15 settembre - Sally Doherty, cantante e flautista britannica
- 15 settembre - Wayne Ferreira, allenatore di tennis e ex tennista sudafricano
- 15 settembre - İbrahim Kalin, funzionario e politico turco
- 15 settembre - Michael Malone, allenatore di pallacanestro statunitense
- 15 settembre - Olena Proščenko, ex cestista ucraina
- 15 settembre - Will Shields, ex giocatore di football americano statunitense
- 16 settembre - Guillermo Alder, fondista argentino
- 16 settembre - Annelise Coberger, ex sciatrice alpina neozelandese
- 16 settembre - Massimiliano Gentili, ex ciclista su strada italiano
- 16 settembre - Karsten Kobs, ex martellista tedesco
- 16 settembre - Vladislav Kondratov, ex cestista russo
- 16 settembre - Sharon Luengo, modella venezuelana
- 16 settembre - Amy Poehler, attrice, comica e regista statunitense
- 16 settembre - Shawntel Smith, modella statunitense
- 16 settembre - Ricardo Cámara Sobral, allenatore di calcio a 5 e ex giocatore di calcio a 5 brasiliano
- 16 settembre - Sean Sullivan, ex calciatore maltese
- 17 settembre - Sergej Barbarez, allenatore di calcio e ex calciatore bosniaco
- 17 settembre - Mike Catt, ex rugbista a 15 e allenatore di rugby a 15 sudafricano
- 17 settembre - Annika Duckmark, modella e conduttrice televisiva svedese
- 17 settembre - Edílson, ex calciatore brasiliano
- 17 settembre - Edmílson Gonçalves Pimenta, ex calciatore brasiliano
- 17 settembre - Slavko Goluža, ex pallamanista e allenatore di pallamano croato
- 17 settembre - Bobby Lee, attore statunitense
- 17 settembre - Roman Mählich, allenatore di calcio e ex calciatore austriaco
- 17 settembre - Mauro Milanese, dirigente sportivo, allenatore di calcio e ex calciatore italiano
- 17 settembre - Adriana Sklenaříková, supermodella e attrice slovacca
- 17 settembre - Felix Solis, attore statunitense
- 17 settembre - Jens Voigt, ex ciclista su strada tedesco
- 17 settembre - Ian Whyte, attore, stuntman e ex cestista britannico
- 17 settembre - Patrick Wirth, ex sciatore alpino austriaco
- 18 settembre - Filip Apelstav, ex calciatore svedese
- 18 settembre - Lance Armstrong, ex ciclista su strada, mountain biker e ex triatleta statunitense
- 18 settembre - Cristian Cocco, personaggio televisivo, comico e attore italiano
- 18 settembre - Daniele Delli Carri, dirigente sportivo e ex calciatore italiano
- 18 settembre - Christophe Lattaignant, canottiere francese
- 18 settembre - Greg Minor, ex cestista e allenatore di pallacanestro statunitense
- 18 settembre - Anna Jur'evna Netrebko, soprano russo
- 18 settembre - Jada Pinkett Smith, attrice, cantante e imprenditrice statunitense
- 18 settembre - Giovanni Pradella, organaro italiano
- 18 settembre - Silvio Rapela, ex giocatore di calcio a 5 uruguaiano
- 18 settembre - Volodymyr Šaran, allenatore di calcio e ex calciatore sovietico
- 18 settembre - Pasquale Sensibile, dirigente sportivo e ex calciatore italiano
- 18 settembre - Juan José Valencia, ex calciatore spagnolo
- 19 settembre - Giacomo Ciarrapico, regista e sceneggiatore italiano
- 19 settembre - Frank Findeiß, scrittore e poeta tedesco
- 19 settembre - Sanaa Lathan, attrice e doppiatrice statunitense
- 19 settembre - Marco Mazzarello, fumettista italiano
- 19 settembre - Alfonso Reyes Cabanás, ex cestista spagnolo
- 20 settembre - Todd Blackadder, ex rugbista a 15 e allenatore di rugby a 15 neozelandese
- 20 settembre - Paolo Cristallini, dirigente sportivo e ex calciatore italiano
- 20 settembre - Masashi Hamauzu, compositore giapponese
- 20 settembre - Stéphane Heulot, dirigente sportivo e ex ciclista su strada francese
- 20 settembre - Henrik Larsson, allenatore di calcio e ex calciatore svedese
- 20 settembre - Michael Öhrman, ex calciatore svedese
- 20 settembre - João Pedro Pais, cantante portoghese
- 20 settembre - Juan Carlos Prieto, ex atleta paralimpico spagnolo
- 20 settembre - Sin With Sebastian, cantante e musicista tedesco
- 20 settembre - Michela Suppo, ex tiratrice a segno italiana
- 20 settembre - Fatmir Vata, allenatore di calcio e ex calciatore albanese
- 21 settembre - Joe Addo, ex calciatore ghanese
- 21 settembre - Adriano Attus, giornalista, grafico e artista italiano
- 21 settembre - Giovanni Bonavita, allenatore di calcio e ex calciatore italiano
- 21 settembre - László Czigler, ex cestista e allenatore di pallacanestro ungherese
- 21 settembre - Es Devlin, artista, scenografa e costumista britannica
- 21 settembre - Djair Kaye de Brito, allenatore di calcio e ex calciatore brasiliano
- 21 settembre - Marco Haber, ex calciatore tedesco
- 21 settembre - Carolina Izsak, modella venezuelana
- 21 settembre - Zoran Mirković, allenatore di calcio e ex calciatore serbo
- 21 settembre - Roberto Muzzi, dirigente sportivo, allenatore di calcio e ex calciatore italiano
- 21 settembre - Billy Ray, sceneggiatore e regista statunitense
- 21 settembre - Alfonso Ribeiro, attore, cantante e ballerino statunitense
- 21 settembre - Fabio Rossitto, allenatore di calcio e ex calciatore italiano
- 21 settembre - Pavel Rostovcev, ex biatleta russo
- 21 settembre - Andrea Vascotto, ex calciatore italiano
- 21 settembre - Luke Wilson, attore statunitense
- 21 settembre - Iva Karag'ozova, ex biatleta bulgara
- 22 settembre - Christian Fauria, ex giocatore di football americano statunitense
- 22 settembre - Lawrence Gilliard Jr., attore statunitense
- 22 settembre - Marisa Gorno, ex calciatrice italiana
- 22 settembre - Konstantīns Igošins, ex calciatore lettone
- 22 settembre - Toomas Krõm, ex calciatore estone
- 22 settembre - Ted Leonard, cantante e chitarrista statunitense
- 22 settembre - Marta Luisa di Norvegia, principessa norvegese
- 22 settembre - Eva Poles, cantante e disc jockey italiana
- 22 settembre - Roy Präger, ex calciatore tedesco
- 22 settembre - Luther Reigns, ex wrestler statunitense
- 22 settembre - Lorenzo Scattorin, doppiatore e direttore del doppiaggio italiano
- 22 settembre - Paul Sixsmith, ex calciatore maltese
- 22 settembre - Liz Weekes, pallanuotista australiana
- 22 settembre - Luther Wright, ex cestista statunitense
- 23 settembre - Vladimir Bolea, politico moldavo
- 23 settembre - Fabio Celoni, fumettista italiano
- 23 settembre - Oleg Cokov, generale russo († 2023)
- 23 settembre - Hafiz Hafeezur Rehman, politico pakistano
- 23 settembre - Lee Mi-yeon, attrice sudcoreana
- 23 settembre - Cuonzo Martin, ex cestista e allenatore di pallacanestro statunitense
- 23 settembre - Eric Montross, cestista statunitense († 2023)
- 23 settembre - Natalino Scorza, giocatore di biliardo italiano
- 23 settembre - Sean Spicer, politico e manager statunitense
- 24 settembre - Craig Burley, ex calciatore scozzese
- 24 settembre - Paolo Cattaneo, cantautore e musicista italiano
- 24 settembre - Erik von Markovik, illusionista, scrittore e conduttore televisivo canadese
- 24 settembre - Peter Salisbury, batterista inglese
- 24 settembre - Orlin Stanojčev, ex tennista bulgaro
- 24 settembre - Aurélia Thierrée, attrice francese
- 24 settembre - Kurt Van De Wouwer, dirigente sportivo e ex ciclista su strada belga
- 25 settembre - Federica Bosco, scrittrice e sceneggiatrice italiana
- 25 settembre - Andrea Celeste, carabiniere italiano
- 25 settembre - Kevin Holness, ex calciatore canadese
- 25 settembre - Axel Kicillof, politico e economista argentino
- 25 settembre - Josemir Lujambio, ex calciatore uruguaiano
- 25 settembre - John Lynch, ex giocatore di football americano e dirigente sportivo statunitense
- 25 settembre - Paola Minaccioni, attrice, comica e conduttrice radiofonica italiana
- 25 settembre - Nikos Mpountourīs, ex cestista e dirigente sportivo greco
- 25 settembre - Ane Riel, scrittrice danese
- 26 settembre - Daniele Bargellini, dirigente sportivo e ex giocatore di calcio a 5 italiano
- 26 settembre - Marcelino Elena, ex calciatore spagnolo
- 26 settembre - Anke Feller, ex velocista tedesca
- 26 settembre - Darnell Hall, ex velocista statunitense
- 26 settembre - Han Hong, cantante e compositrice cinese
- 26 settembre - Mike Paradinas, musicista britannico
- 26 settembre - Susan Smith, criminale statunitense
- 26 settembre - Viktors Stulpins, vescovo cattolico lettone
- 26 settembre - Gopher, rapper e cantante italiano
- 26 settembre - Emerson Castro, ex calciatore brasiliano
- 27 settembre - Agata Kulesza, attrice polacca
- 27 settembre - Marlon Ayoví, ex calciatore ecuadoriano
- 27 settembre - Marco Ciardiello, ex calciatore italiano
- 27 settembre - Amanda Detmer, attrice statunitense
- 27 settembre - Maya Fernández Allende, politica cilena
- 27 settembre - Olivier Frapolli, allenatore di calcio e ex calciatore francese
- 27 settembre - Diony Guerra, ex calciatore venezuelano
- 27 settembre - Rajko Jokanović, pallavolista serbo
- 27 settembre - Rémi Lefebvre, politologo francese
- 27 settembre - Graham Little, ex calciatore scozzese
- 27 settembre - Tom Nyariki, ex mezzofondista e maratoneta keniota
- 27 settembre - Corinna Panzeri, schermitrice italiana
- 27 settembre - Clarisse Rasoarizay, maratoneta malgascia
- 27 settembre - Alonzo Spellman, ex giocatore di football americano statunitense
- 27 settembre - Olaf Thorsen, chitarrista italiano
- 28 settembre - Joseph Arthur, musicista, pittore e scrittore statunitense
- 28 settembre - Enderson Moreira, allenatore di calcio brasiliano
- 28 settembre - Alexandre Feller, ex giocatore di calcio a 5 brasiliano
- 28 settembre - Chris Lucketti, allenatore di calcio e ex calciatore inglese
- 28 settembre - Sven Meinhardt, ex hockeista su prato tedesco
- 28 settembre - Aleksej Ovčinin, cosmonauta russo
- 28 settembre - Jean-Gaël Percevaut, ex cestista francese
- 28 settembre - Marcus Spears, ex giocatore di football americano statunitense
- 28 settembre - Andrej Uvarov, ex ballerino e direttore artistico russo
- 28 settembre - Alan Wright, allenatore di calcio e ex calciatore inglese
- 28 settembre - Ante Šimundža, allenatore di calcio e ex calciatore sloveno
- 29 settembre - Gunnar Aase, allenatore di calcio e calciatore norvegese
- 29 settembre - Johan Anderson, ex tennista australiano
- 29 settembre - Lisandro Arbizu, ex rugbista a 15 e allenatore di rugby a 15 argentino
- 29 settembre - Tanoka Beard, ex cestista statunitense
- 29 settembre - Ray Buchanan, ex giocatore di football americano statunitense
- 29 settembre - Mackenzie Crook, attore e illustratore britannico
- 29 settembre - Miguel de Jesús Fuentes Razo, allenatore di calcio e ex calciatore messicano
- 29 settembre - Marcos Llunas, cantante spagnolo
- 29 settembre - Giampiero Maini, allenatore di calcio, dirigente sportivo e ex calciatore italiano
- 29 settembre - Matt Meyer, politico statunitense
- 29 settembre - Lilian Nalis, allenatore di calcio e ex calciatore francese
- 29 settembre - Jaime Peterson, ex cestista dominicano
- 29 settembre - Leonardo Piepoli, ex ciclista su strada italiano
- 29 settembre - Theodore Shapiro, compositore statunitense
- 29 settembre - Riccardo Signoretti, personaggio televisivo italiano
- 29 settembre - Jeffrey Talan, ex calciatore olandese
- 29 settembre - Bruno Traverso, liutaio italiano
- 29 settembre - Sibel Tüzün, cantante turca
- 29 settembre - Rick Warden, attore cinematografico e attore teatrale britannico
- 29 settembre - Yitzhak Yedid, compositore israeliano
- 30 settembre - Leila Barros, ex pallavolista e ex giocatrice di beach volley brasiliana
- 30 settembre - Jenna Elfman, attrice statunitense
- 30 settembre - Han Hyeon, ex cestista sudcoreana
- 30 settembre - Andy Impey, allenatore di calcio e ex calciatore inglese
- 30 settembre - Giancarlo Judica Cordiglia, attore e drammaturgo italiano
- 30 settembre - Jernej Koblar, ex sciatore alpino sloveno
- 30 settembre - Marie Carmen Koppel, cantante danese
- 30 settembre - Zoran Mamić, allenatore di calcio e ex calciatore croato
- 30 settembre - György Mizsei, ex pugile ungherese
- 30 settembre - Luca Pastorino, politico italiano
- 30 settembre - Eustacio Rizo, ex calciatore messicano
- 30 settembre - Luca Sala, ultramaratoneta italiano
- 30 settembre - Daniela Sbrollini, politica italiana
- 30 settembre - Jeff Whitty, sceneggiatore, drammaturgo e attore statunitense